# An der Elbe
An der Elbe, op. 477, är en vals av Johann Strauss den yngre. Den spelades första gången den 28 november 1897 i Gyllene salen i Musikverein i Wien. Verket är Johann Strauss sista numrerade vals.

## Historia
Johann Strauss vals An der Elbe gavs ut av förlaget "J.G. Seeling" i Dresden 1897/98. Dresden, som då var huvudstad i kungariket Sachsen och oftast kallades för "Tysklands Florens", ligger i en dalgång på båda sidor om floden Elbe. Framsidan till det första klaverutdrag av valsen visar staden med Katholische Hofkirche och stadsdelen Loschwitz med sina vingårdar. I valsens inledning har Strauss försökt teckna flodens många förvandlingar då den flyter igenom Dresden på sin 1 091 kilometer långa färd från nordöstra Tjeckien till Cuxhaven i Nordsjön.
Det är oklart varför Strauss sista vals (med opusnummer) har titeln 'An der Elbe'. Strauss band med Dresden hade varit täta ända sedan han 1852, på en konsertturné till Berlin och Hamburg, stannade till två gånger i staden. Besöket resulterade den gången i polkan Zehner-Polka (op. 121): "Komponerad till minne av ett Sällskap på 10 personer i Dresden, och tillägnat dem i vänskap". Sedan dess hade Strauss besökt staden åtskilliga gånger och hade många vänner där.
Valsen framfördes första gången vid en av brodern Eduard Strauss söndagskonserter i Musikverein den 28 november 1897. Programmet till den föregående konserten hade utlovat en premiär av Johann Strauss, dessutom dirigerad av honom själv, och förväntningarna var höga. Efter paus välkomnade Eduard sin broder upp på dirigentpulten, överräckte taktpinnen och Johann dirigerade sin vals An der Elbe. Valsen mottogs väl och fick spelas om. Den 30 november 1897 skrev tidningen Fremden-Blatt: "Förra söndagen framträdde Johann Strauss vid en av sin bror Eduards välgörenhetskonserter för att personligen dirigera sin senaste vals 'An der Elbe'. Som vanligt var salen fullsatt till sista plats och publiken hälsade maestron med stormande applåder. Den nya valsen överväldigade direkt sina lyssnare med sina charmerande melodier, den äkta Strauss-rytmen och geniala inledning; den kommer att inta en prominent plats bland Straussvalserna".
Dessvärre besannades inte detta, ty trots att valsen spelades vid ett flertal tillfällen - till exempel vid Hovbalens öppnande den 19 januari 1898 - försvann den gradvis in i glömska. 

## Om valsen
Speltiden är ca 8 minuter och 36 sekunder plus minus några sekunder beroende på dirigentens musikaliska tolkning.

## Weblänkar
- An der Elbe i Naxos-utgåvan.